# Приключения Паддингтона
«Приключе́ния Па́ддингтона» (англ. Paddington) — британский семейный комедийный фильм режиссёра Пола Кинга о медвежонке Паддингтоне. Премьера картины в Великобритании состоялась 23 ноября 2014 года.

## Сюжет
Британский географ находит в Перу ранее неизвестный вид медведя в количестве двух особей. Он собирается застрелить одного, чтобы забрать образец в Великобританию, но второй из медведей спасает ему жизнь, смахнув с него смертоносного скорпиона. Эти два медведя разумны, и географ легко обучает их английскому языку; к тому же, они очень любят мармелад. Медведи получают имена Люси и Пастузо. Уходя, географ бросает свою шляпу Пастузо и говорит, что им всегда рады, если они захотят поехать в Лондон.
Сорок лет спустя эти же два медведя живут со своим племянником-сиротой, пока землетрясение не разрушает их дом, а  Дядя Пастузо погибает. На следующее утро племянник находит его шляпу и забирает себе. Тётя Люси рассказывает ему о путешественнике, настаивает на том, что племянник должен отправиться в Лондон, и прячет его на грузовом корабле. Сама тётя Люси переезжает в дом для престарелых медведей.
Медвежонок прибывает в Лондон, и на станции Паддингтон он встречает семью Браунов, которые симпатизируют ему и, узнав, что ему некуда идти, предлагают пожить в их доме. Они дают ему имя в честь этой станции, где они его нашли. Генри, отец семейства, хочет, чтобы Паддингтон остался только на одну ночь, пока они не найдут место для его постоянного проживания. Тем не менее, его жена Мэри и их дети Джуди и Джонатан находят его очаровательным. Такого же мнения придерживается их родственница и экономка миссис Бёрд. Паддингтон мечтает разыскать дом исследователя, который когда-то нашёл его тётю и дядю, но он не знает имени этого исследователя. Поскольку в архиве географического общества нет сведений о его экспедиции, Мэри отвозит Паддингтона к владельцу антикварного магазина, который обнаруживает, что на шляпе есть печать Гильдии географов. В самой Гильдии заявляют, что они никогда не отправляли экспедицию для исследования Перу. С помощью Генри Паддингтон проникает в архив Гильдии и обнаруживает, что экспедиция в Перу всё же была давным-давно осуществлена исследователем по имени Монтгомери Клайд (а Гильдия просто-напросто стёрла официальную запись об этом).
Тем временем женщина-таксидермист Миллисент Клайд отлавливает, убивает и делает чучела экзотических животных для Музея естественной истории. Когда она узнаёт о Паддингтоне, то сразу же отправляется на охоту. Семья Браунов уезжает на день, оставляя Паддингтона одного дома. Обманув соседа Браунов мистера Карри, Миллисент проникает в дом и пытается схватить Паддингтона, но тот защищается, при этом случайно устраивая пожар на кухне. По возвращении Брауны обнаруживают ужасный беспорядок. Не веря рассказу Паддингтона, Генри заявляет, что они должны передать его властям как можно скорее, и Мэри с большим сожалением соглашается.
Чувствуя себя ненужным, Паддингтон уходит и пытается самостоятельно найти Монтгомери Клайда, используя телефонную книгу, чтобы отследить адреса каждого М. Клайда в Лондоне. В итоге он находит дом Миллисент и узнаёт, что Монтгомери Клайд, её отец, давно умер. Миллисент всю жизнь обижается на отца за то, что тот потерял работу и членство в Гильдии после того, как отказался привезти домой ценный образец перуанского медведя (разумеется, в убитом виде). Данная находка сделала бы его семью богатой, но вместо поисков способа обогатиться он открыл контактный зоопарк. Миллисент полна решимости добиться успеха там, где её отец, как ей кажется, потерпел неудачу, и собирается сделать чучело из перуанского медведя — так все поймут, что этот вид медведей существует, а она приобретёт богатство и славу. Она вкалывает Паддингтону транквилизатор и готовится сделать чучело, но когда мистер Карри обнаруживает её истинные намерения, то сообщает обо всём Браунам. Семья отправляется в музей и спустя множество трудностей спасает Паддингтона. Миллисент загоняет их в тупик на крыше и угрожает ружьём. Паддингтон решает пожертвовать собой и один идёт ей навстречу. Внезапно он замечает голубей и вспоминает, как однажды он собрался поесть сендвич с мармеладом, а голуби, заметив это, набросились на него. Паддингтон всегда носит один сендвич в своей шляпе на всякий случай и поэтому сейчас бросает его в Миллисент. Разумеется, огромная стая голубей набрасывается сейчас и на неё, а затем на крышу через люк вылезает миссис Бёрд, случайно столкнув Миллисент вниз и заставив её повиснуть на флагштоке.
В итоге Брауны позволяют Паддингтону стать членом их семьи. Миллисент приговаривают к общественным работам в зоопарке отца. Паддингтон пишет тёте Люси, что он счастлив и наконец нашёл дом. Позже он выходит на улицу и играет в снежки с Браунами.

## В ролях
| Персонаж                  | Исполнитель         |
| ------------------------- | ------------------- |
| Паддингтон                | Бен Уишоу           |
| Миллисент Клайд           | Николь Кидман       |
| Тётушка Люси              | Имельда Стонтон     |
| Миссис Мэри Браун         | Салли Хокинс        |
| Дядюшка Пастуцо           | Майкл Гэмбон        |
| Мистер Генри Браун        | Хью Бонневилль      |
| Миссис Бёрд               | Джули Уолтерс       |
| Мистер Грубер             | Джим Бродбент       |
| Джонатан Браун            | Сэмюэл Джослин      |
| актриса                   | Дебора Росан        |
| Монтгомери Клайд          | Тим Дауни           |
| Джуди Браун               | Мадлен Харрис       |
| Мистер Карри              | Питер Капальди      |
| таксист                   | Мэттью Ричард Лукас |
| Ангел                     | Джордж Ньютон       |
| мотоциклист               | Гарри Дуглас        |
| полицейский               | Доминик Коулмэн     |
| маленькая Миллисент       | Лотти Стир          |
| вор Андре                 | Мэтт Кинг           |
| слуга                     | Дэниэл Вествуд      |
| добрый джентльмен (камео) | Майкл Бонд          |

## Кастинг
Первоначально медвежонка Паддингтона должен был озвучивать Хью Лори и Колин Фёрт.

## Прокат
В Исландии, Канаде и США премьера фильма состоялась 16 января 2015 года, в Казахстане, России и на Украине — 22 января 2015 года, в Пакистане и на Тайване — 6 февраля 2015 года.

### Кассовые сборы
Общемировые кассовые сборы фильма составили $288 667 178. Особенно горячо картина была воспринята в Великобритании и Франции, а также показала рекордно высокие для британского фильма рейтинги в США. В России сборы фильма составили 397 миллионов рублей ($6 470 072).

## Критика
На сайте Rotten Tomatoes фильм имеет рейтинг 97 % на основе 165 рецензий. На сайте Metacritic фильм получил 77 баллов из 100 на основе рецензий 34 критиков, что соответствует статусу «в основном положительные рецензии».
Питер Брэдшоу из The Guardian дал фильму 4 звезды из 5, заявив: «Новый медвежонок Паддингтон с компьютерной графикой легко мог бы стать ещё одним ярким, дешёвым британским фильмом. Вместо этого сценарист и режиссёр Пол Кинг и соавтор сценария Хэмиш Макколл создали очаровательный и добродушный семейный фильм, полный остроумия и веселья, ориентированный на маленьких детей, но дерзко испещрённый хитрыми шутками, предназначенными для старшей аудитории». Джеффри Макнаб из The Independent назвал его «фильмом, обладающим значительным обаянием, но подорванным очень кратким и надуманным сценарием», отметив, что «сценарист-режиссер Пол Кинг больше любит комические декорации, чем продолжительное повествование».

## Номинации
В 2015 году фильм был номинирован на две премии BAFTA: за лучший адаптированный сценарий и на премию имени Александра Корды за лучший британский фильм.